# Isidor Traube
Isidor Traube (* 31. März 1860 in Hildesheim; † 27. Oktober 1943 in Edinburgh) war ein deutscher Physikochemiker.

## Leben
Isidor Traube war Sohn eines vermögenden deutschjüdischen Kaufmanns und nahm nach dem Abitur seinen Interessen entsprechend an der Friedrich-Wilhelms-Universität Berlin die Studien der Chemie bei August Wilhelm von Hofmann sowie der Physik bei Hermann Helmholtz auf, bevor er 1882 promoviert wurde. In der Folge trat er nach abgeleistetem Militärdienst im Frühjahr 1883 eine Assistentenstelle bei August Bernthsen an der Universität Heidelberg an, wo er sich mit Acridin, einem Ausgangsstoff für die Farbherstellung, beschäftigte. Bereiis ein halbes Jahr später wechselte Traube, er wollte keinen Job in der Industrie, auf die ihm angebotene Assistentenstelle zu Prof. Freitag an der Landwirtschaftlichen Akademie Bonn-Poppelsdorf. Im Sommer 1887 verließ er Bonn und eröffnete zusammen mit Guido Bodländer ein technisch-chemisches Labor, das 1890 geschlossen wurde.
Danach übersiedelte Traube nach Berlin, wo er sich 1891 für physikalische Chemie habilitierte. Dort erhielt er zunächst 1896 eine Dozentur für Kolloidchemie, bevor ihm 1900 die außerordentliche Professur für physikalische Chemie übertragen wurde, die er bis 1934 bekleidete. Dazu hatte Traube die Leitung des Kolloidchemischen Laboratoriums inne. 1934 emigrierte Traube unterstützt von schottischen Kollegen nach Edinburgh, nachdem er zuvor untragbaren Repressalien der Nationalsozialisten ausgesetzt war, so wurde ihm beispielsweise der Zutritt zu seinem Labor verwehrt. In Edinburgh wurde Traube ein eigenes Labor an der University of Edinburgh sowie eine nahegelegene Wohnung zur Verfügung gestellt.
Isidor Traube veröffentlichte über 200 Arbeiten, beispielsweise über die Osmose, die Kapillarwirkung und die Oberflächenspannung. Er entdeckte die konstante Zunahme der Oberflächenaktivität innerhalb einer homologen Reihe, die nach ihm benannte Traubesche Regel. Dazu führte er auch physikalisch-chemische Untersuchungen der Körperflüssigkeiten durch. 1914 begründete er die Internationale Zeitschrift für Physikalisch-chemische Biologie.

## Schriften (Auswahl)
- Ueber die Einwirkung des Chlorcyangases auf Amidosäuren, Inaugural-Dissertation, O. Francke, 1882
- Physikalisch-chemische Methoden, Voss, 1893
- Über den Raum der Atome, 1899
- Grundriss der physikalischen Chemie, F. Enke, 1904 (Digitalisat)
- Über die Wirkung von Arzneimitteln und Giften, In: Band 6 von Medizin-biologische Schriftenreihe, Madaus, 1927